# Centrum Papiernictwa i Poligrafii Politechniki Łódzkiej
Centrum Papiernictwa i Poligrafii Politechniki Łódzkiej (do 2019 Instytut) – samodzielna jednostka  Politechniki Łódzkiej kształcąca papierników i poligrafów na poziomie akademickim, a także prowadząca badania w zakresie technologii oraz eksploatacji maszyn papierniczych, przetwórczych i poligraficznych.

## Historia
Początkiem działalności Centrum było utworzenie w 1970 r. Instytutu Papiernictwa i Maszyn Papierniczych  Politechniki Łódzkiej przez połączenie Katedry Papiernictwa i Maszyn Papierniczych Wydziału Mechanicznego z Katedrą Technologii Celulozy i Papieru Wydziału Chemicznego. W 1979 r. wybudowano dla Instytutu Pawilon Papiernictwa składający się z 8-piętrowego wieżowca biurowo-dydaktycznego oraz hali technologicznej, w której umieszczono większość laboratoriów. W 1998 r. w związku z wprowadzeniem nowego kierunku studiów zmieniono nazwę na Instytut Papiernictwa i Poligrafii. W 2017 Instytut został włączony w strukturę Wydziału Zarządzania i Inżynierii Produkcji Politechniki Łódzkiej, zaś w 2020 r. w ramach ogólnej reformy struktury Politechniki Łódzkiej ponownie się usamodzielnił zmieniając jednocześnie nazwę na Centrum Papiernictwa i Poligrafii.

## Zespoły dydaktyczno-naukowe Centrum
- Zespół dydaktyczno-naukowy Technologii Włóknistych Mas Papierniczych
- Zespół dydaktyczno-naukowy Technologii Papieru i Przetwórstwa Papierniczego
- Zespół dydaktyczno-naukowy Maszyn Papierniczych i Przetwórczych
- Zespół dydaktyczno-naukowy Procesów i Maszyn Poligraficznych[4]

## Dydaktyka
Centrum Papiernictwa i Poligrafii ma interdyscyplinarny charakter. Studenci mogą wybierać następujące specjalności:
- technologia celulozy,
- technologia papieru, poligrafii i opakowań papierowych,
- inżynieria papiernicza,
- maszyny papiernicze, przetwórcze i poligraficzne.

## Działalność naukowa
W Centrum realizowane są krajowe i międzynarodowe projekty badawcze oraz badawczo-rozwojowe we współpracy z partnerami przemysłowymi z takich dziedzin jak:
- procesy  przetwarzania papierniczych surowców roślinnych  na masy włókniste (celulozowe) a także ich uszlachetnianie
- modyfikacja i opracowywanie nowych typów farb, lakierów i tonerów drukarskich
- optymalizacja procesów jednostkowych wytwarzania papieru i kompozytów na bazie włókien roślinnych
- technologie uszlachetniania powierzchni papieru

Instytut dysponuje aparaturą specjalistyczną zgromadzoną w kilku laboratoriach:
- Klimatyzowane laboratorium metrologii papieru
- Laboratorium badania procesów jednostkowych produkcji papieru
- Laboratorium nanoszenia powłok i uszlachetniania powierzchniowego papieru
- Laboratorium metrologii materiałów tekturowych
- Laboratorium badania jakości nadruku
- Laboratorium badania składu i jakości mas włóknistych[6].